# Toray Pan Pacific Open 1994 - Doppio
Il doppio del Toray Pan Pacific Open 1994 è stato un torneo di tennis facente parte del WTA Tour 1994.
Martina Navrátilová e Helena Suková erano le detentrici del titolo, ma hanno partecipato con partner differenti, la Navrátilová con Manon Bollegraf e la Suková con Larisa Neiland.
la Neiland e la Suková hanno perso nel 1º turno contro Kimiko Date e Nana Miyagi.
la Bollegraf e la Navrátilová hanno perso in finale 6–3, 3–6, 7–6(3) contro Pam Shriver e Elizabeth Smylie.

## Teste di serie
1. Larisa Neiland /  Helena Suková (primo turno)
2. Lori McNeil /  Rennae Stubbs (semifinali)
3. Pam Shriver /  Elizabeth Smylie (campionesse)
4. Manon Bollegraf /  Martina Navrátilová (finale)

## Tabellone

### Legenda
| - Q = Qualificato - WC = Wild card - LL = Lucky loser | - ALT = Alternate - SE = Special Exempt - PR = Protected Ranking | - w/o = Walkover - r = Ritirato - d = Squalificato |